# 386 î.Hr.

## Nașteri
- dată necunoscută: Filip al II-lea al Macedoniei  (d. 336 î.Hr.)